# Pselliophorus
Pselliophorus es un género de aves paseriformes de la familia Passerellidae, conocidos vulgarmente como cerqueros. Incluye a dos especies nativas de la cordillera de Talamanca.

## Especies
Se reconocen las siguientes especies:
- Cerquero musliamarillo - Pselliophorus tibialis (Lawrence, 1864)
- Cerquero verdiamarillo - Pselliophorus luteoviridis Griscom, 1924